# Celebrían
Celebrían är en rollfigur skapad av J.R.R. Tolkien. Hon är en alvisk adelsdam, dotter till Celeborn och Galadriel, hustru till Elrond och mor till Elrohir, Elladan och Arwen. Hennes namn betyder "Silverdrottningen" på Sindarin och hon liknade troligen mormodern Earwen. Hon kallas också för damen av Vattnadal.
Celebríans födelsedatum är okänt, hon finns med i Sagor från Midgård. Hon har gått med sin mamma från Eregion till Lórinand runt år 1350 andra åldern. Hon föddes i Ost-in-Edhil någon gång före år 1091 andra åldern. Historien om Galadriel och Celeborn nämner henne så tidigt som 1350 andra åldern, men Tolkien har ändrat detta manuskript. Hon gifte sig med Elrond år 109 tredje åldern. Efter Saurons invasion av Eregion år 1697 andra åldern flydde Galadriel, Celebrían och deras anhöriga från Ost-in-Edhil genom Morias gruvor, och så småningom nådde de Lothlórien (som då hette Laurelindórenan). Det är osäkert om Celebrían var med vid grundandet av Vattnadal eller inte, omkring år 1700 andra åldern. Men eftersom var hennes föräldrar var så kan man ana att hon var med ändå. Celebrían och hennes föräldrar reste så småningom till Vattnadal (Imladris), där hon skulle gifta sig med Elrond. Tillsammans fick de tre barn, Arwen Undómiel (Aftonstjärna) år 241 tredje åldern, och tvillingarna Elladan och Elrohir år 130 tredje åldern. Under den tiden (även om denna sträcker sig över 2000 år) hade Galadriel och Celeborn återvänt till Lórien och sedan deras kung Amroth dött skulle de styra Silvan Nándor-folket där. År 2509 tredje åldern blev hon tillfångatagen av orcher i Rödhornspasset i Dimmiga bergen (Caradhras) när hon var på en resa från Vattnadal till Lórien. Hon får ett förgiftat sår när denne hade plågats offentligt av orcherna. Hennes söner räddade henne och hon blev helad av Elrond. Men efter rädsla och plåga så kunde hon inte längre finna någon glädje och frid i Midgård, så hon reste till Grå hamnarna och seglade över havet under det följande året. Efter 500 långa år, på sin tillflykt till Alqualondë i Valinor så återförenades Elrond och Celebrían till slut, någon gång efter år 3021 Tredje åldern.